# Манант-Монтане
Мана́нт-Монтане́ (фр. Manent-Montané) — коммуна во Франции, находится в регионе Юг — Пиренеи. Департамент — Жер. Входит в состав кантона Масёб. Округ коммуны — Миранд.
Код INSEE коммуны — 32228.

## География
Коммуна расположена приблизительно в 630 км к югу от Парижа, в 75 км юго-западнее Тулузы, в 35 км к югу от Оша.

## Климат
Климат умеренно-океанический. Лето жаркое и немного дождливое, температура часто превышает 35 °С. Зимой часто бывает отрицательная температура и ночные заморозки. Годовое количество осадков — 700—900 мм.

## Население
Население коммуны на 2010 год составляло 93 человека.
| 1962 | 1968 | 1975 | 1982 | 1990 | 1999 | 2010 |
| ---- | ---- | ---- | ---- | ---- | ---- | ---- |
| 131  | 128  | 136  | 123  | 103  | 106  | 93   |

## Администрация
| Период | Период | Фамилия        | Партия | Примечания |
| ------ | ------ | -------------- | ------ | ---------- |
| 2001   | 2008   | Марсель Барт   |        |            |
| 2014   | 2020   | Кристиан Бориз |        |            |

## Экономика
В 2010 году среди 60 человек трудоспособного возраста (15-64 лет) 43 были экономически активными, 17 — неактивными (показатель активности — 71,7 %, в 1999 году было 76,9 %). Из 43 активных жителей работали 38 человек (22 мужчины и 16 женщин), безработных было 5 (1 мужчина и 4 женщины). Среди 17 неактивных 3 человека были учениками или студентами, 9 — пенсионерами, 5 были неактивными по другим причинам.

## Фотогалерея

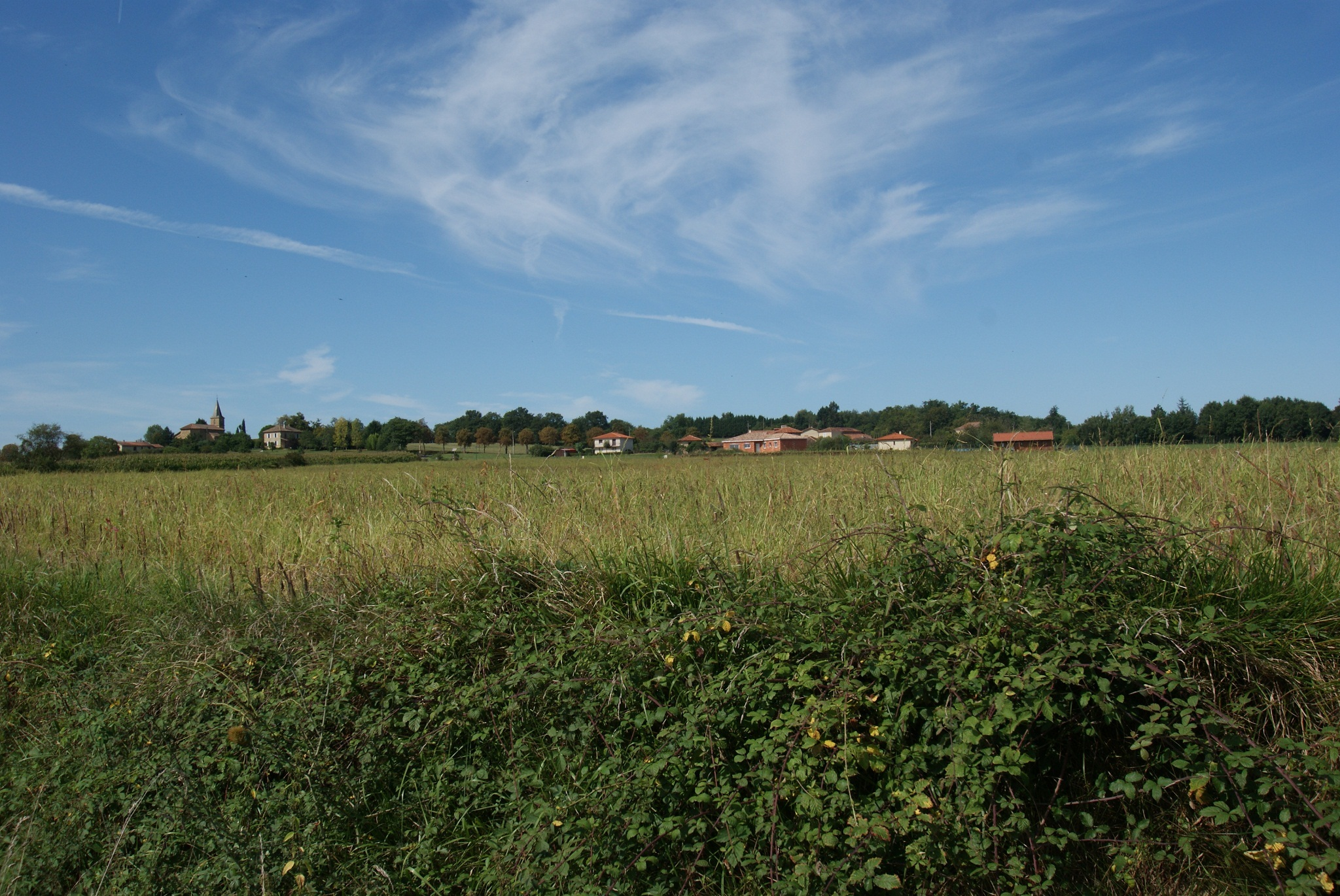
Манант-Монтане
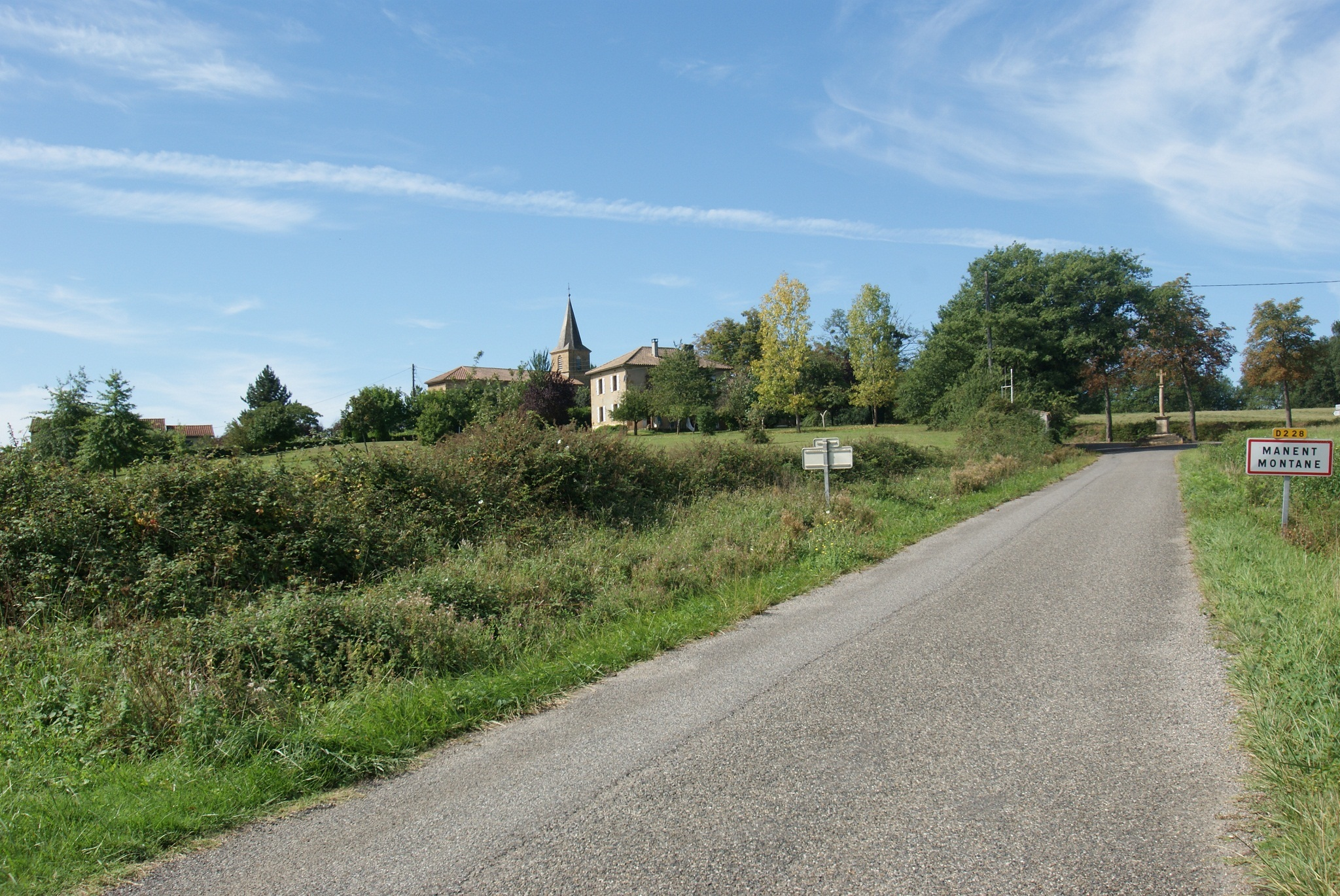
Манант-Монтане
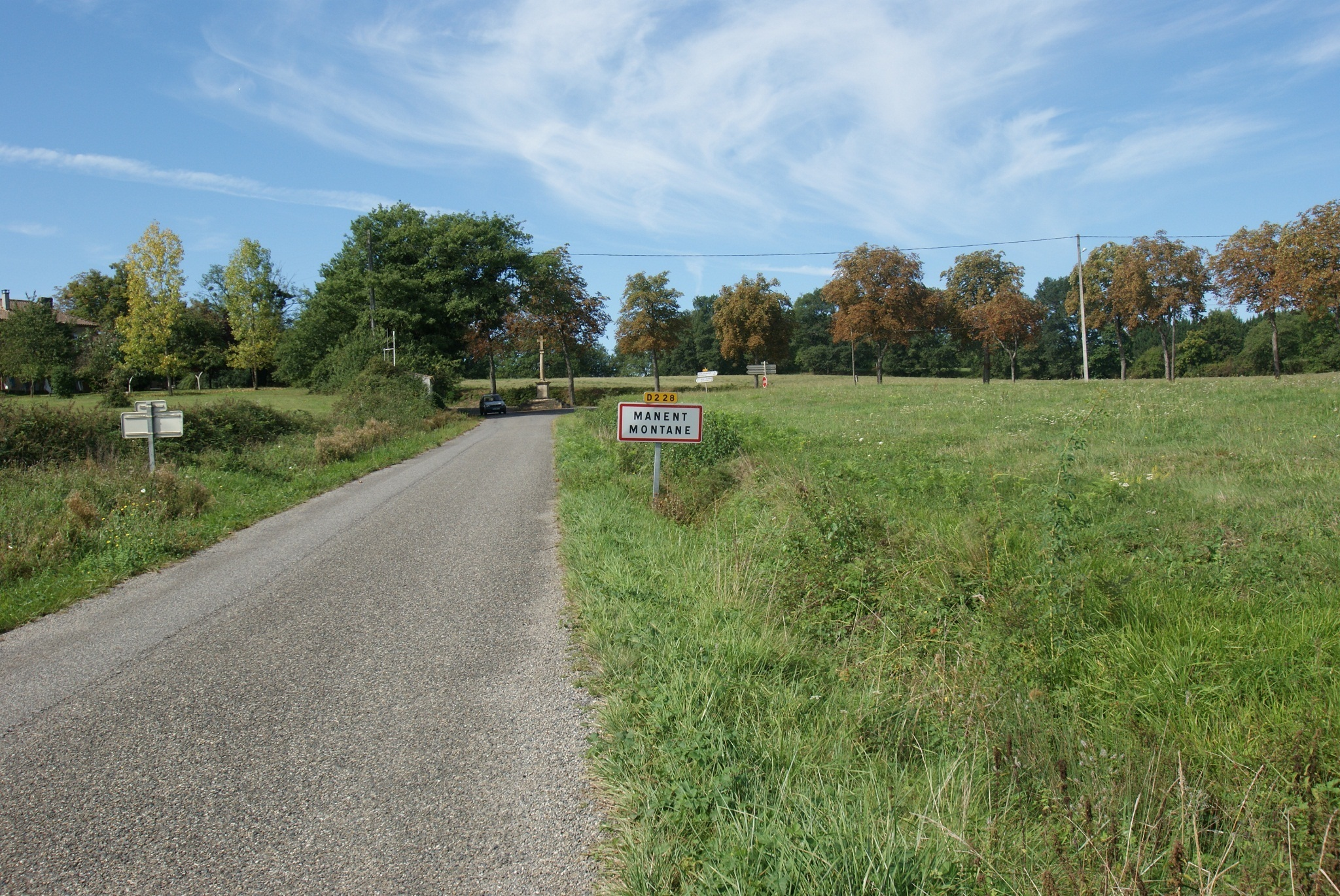
Манант-Монтане
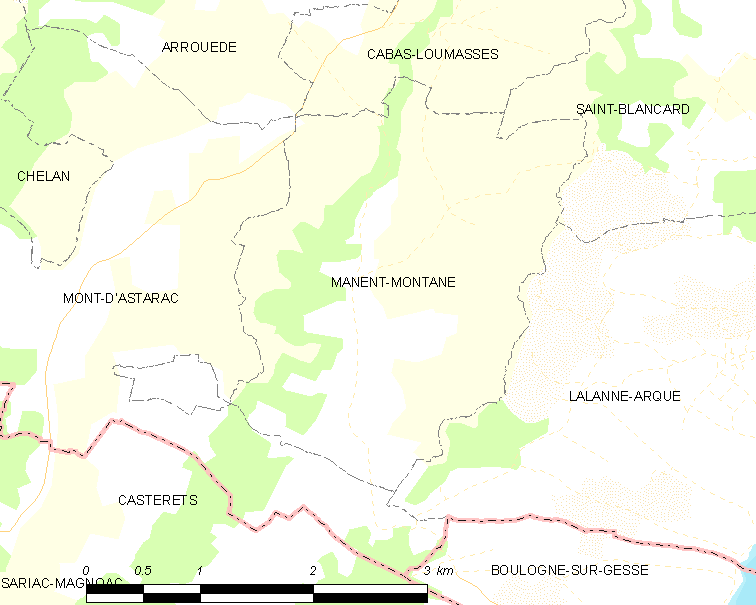
Карта коммуны